# Военна операция
Военна операция са координираните военни действия на дадена държава като отговор на определена ситуация. Тези действия са проектирани и предначертани във военен план на операциите (военнооперативен план), който има за цел да разреши ситуацията в полза на дадената страна. Операциите могат да бъдат бойни или военни операции различни от война.
Накратко операцията е съвкупност от съгласувани и взаимосвързани по цели, задачи, място и време едновременни и последователни сражения, боеве, удари и маньоври на разнородни сили (войски), провеждана по единен замисъл и план, за решаването на стратегически, оперативно-стратегически, оперативни или оперативно-тактически задачи на театъра на военните действия (ТВД), стратегическото, (оперативното) направление или определен район.

## Видове операции
Операциите се различават по различни признаци:
- мащабност: стратегически, оперативно-стратегически, оперативни и оперативно-тактически,
- тип: общовойскови или общофлотски, въздушни, противовъздушни, съвместни и самостоятелни,
- вид на военните действия: отбранителни, настъпателни и контранастъпателни,
- време на провеждане: начални и последващи.